# Kabinda (miasto w Angoli)
Kabinda (port. Cabinda) – miasto w Angoli, ośrodek administracyjny prowincji Kabinda, angolskiej eksklawy dążącej do uzyskania niepodległości. Hrabstwo obejmuje 624 646 mieszkańców (2014), zaś samo miasto liczy 91 791 mieszkańców (2017).
Niedaleko wybrzeża znajdują się eksploatowane złoża ropy naftowej, dzięki temu Kabinda to jeden z głównych portów handlowych Angoli.

## Transport
W mieście znajduje się port lotniczy Kabinda nazwany na cześć Marii Mambo Café.

### Nowe lotnisko
W maju 2023 roku ogłoszono budowę nowego lotniska obsługującego Kabindę – Novo Aeroporto Internacional de Cabinda. Nowe lotnisko międzynarodowe ma powstać do 2036 roku i być w stanie obsługiwać 700 pasażerów krajowych i 500 pasażerów międzynarodowych w godzinach szczytu. Projekt zakłada jedną drogę startową o długości 3500 metrów i szerokości 45 metrów.

## Ludzie związani z Kabindą
- João Elias – rwandyjski piłkarz pochodzenia angolskiego
- Damião António Franklin – angolański duchowny i arcybiskup Luandy
- Giovanni – angolski piłkarz
- Abel Liluala – arcybiskup metropolita Pointe-Noire
- Maria Mambo Café – angolska polityczka i jedna z najbogatszych obywateli kraju, gubernator Kabindy
- Eduardo André Muaca – pierwszy nowożytny Angolczyk, który został biskupem katolickim
- Eduardo Camavinga – francuski piłkarz pochodzenia angolskiego, gracz Realu Madryt